# Grammomys caniceps
Grammomys caniceps es una especie de roedor de la familia Muridae.

## Distribución geográfica
Se encuentra en Kenia y Somalia.

## Hábitat
Su hábitat natural es: clima tropical o clima subtropical, matorrales secos.